# 維孔
維孔是瑞士的城鎮，位於該國中部，由琉森州負責管轄，面積8.28平方公里，一半土地是森林，海拔高度460米，2011年人口1,382，人口密度每平方公里167人。